# Ford Fiesta WRC
El Ford Fiesta WRC es un World Rally Car construido por el M-Sport World Rally Team para ser usado en el World Rally Championship a partir de 2017. Está basado en el Ford Fiesta de calle y reemplazó al Ford Fiesta RS WRC, que compitió entre 2011 y 2016. Fue construido según las nuevas regulaciones World Rally Car presentadas en 2017.

## Proyecto
El Ford Fiesta WRC reemplazó al Ford Fiesta RS WRC que participó en el Campeonato Mundial de Rally de 2011 a 2016. Nacido de una hoja en blanco y bajo la dirección del ingeniero jefe de M-Sport Chris Williams, el proyecto respondió plenamente a las nuevas especificaciones WRC aprobadas por la FIA en vista de la temporada 2017, que presentó vehículos más potentes y ligeros con apéndices delanteros, laterales y traseros prominentes, con el consiguiente aumento en la carga aerodinámica para facilitar las curvas y equilibrar el significativo aumento de rendimiento del automóvil.

## Desarrollo y primeras pruebas
Las primeras pruebas se llevaron a cabo a fines de julio de 2016, después de aproximadamente 12 meses de desarrollo, en las carreteras de grava de Cumbria (en el norte de Inglaterra) donde el piloto checo Martin Prokop y Malcolm Wilson, propietario del equipo, probaron el nuevo automóvil, Wilson se declaró satisfecho con la velocidad y la mecánica, afirmando tener que refinar aún más la aerodinámica, muy importante para los autos WRC de nueva generación. En la primera quincena de diciembre de 2016, M-Sport reveló el nuevo automóvil (en una decoración temporal totalmente blanca) en la que revelaba el diseño final del automóvil.

## Resultados en el Campeonato Mundial de Rallys

### Campeonatos mundiales
| Año  | Título                                                 | Competidor               | Carreras | Victorias | Podios | Puntos |
| ---- | ------------------------------------------------------ | ------------------------ | -------- | --------- | ------ | ------ |
| 2017 | Campeonato Mundial de Rally de la FIA de Pilotos       | Sébastien Ogier          | 13       | 2         | 9      | 232    |
| 2017 | Campeonato Mundial de Rally de la FIA de copilotos     | Julien Ingrassia         | 13       | 2         | 9      | 232    |
| 2017 | Campeonato Mundial de Rally de la FIA de Constructores | M-Sport World Rally Team | 39       | 5         | 19     | 428    |
| 2018 | Campeonato Mundial de Rally de la FIA de Pilotos       | Sébastien Ogier          | 13       | 4         | 6      | 219    |
| 2018 | Campeonato Mundial de Rally de la FIA de copilotos     | Julien Ingrassia         | 13       | 4         | 6      | 219    |

### Rallys ganados
| Año  | No. | Rally                                                | Superficie | Piloto          | Copiloto         | Equipo                        |
| ---- | --- | ---------------------------------------------------- | ---------- | --------------- | ---------------- | ----------------------------- |
| 2017 | 1   | 85ème Rallye Automobile Monte-Carlo                  | Mixto      | Sébastien Ogier | Julien Ingrassia | M-Sport World Rally Team      |
| 2017 | 2   | 51° Vodafone Rally de Portugal 2017                  | Tierra     | Sébastien Ogier | Julien Ingrassia | M-Sport World Rally Team      |
| 2017 | 3   | 14º Rally d'Italia Sardegna                          | Tierra     | Ott Tänak       | Martin Järveoja  | M-Sport World Rally Team      |
| 2017 | 4   | 35. ADAC Rallye Deutschland                          | Asfalto    | Ott Tänak       | Martin Järveoja  | M-Sport World Rally Team      |
| 2017 | 5   | 73. Dayinsure Wales Rally GB                         | Tierra     | Elfyn Evans     | Daniel Barritt   | M-Sport World Rally Team      |
| 2018 | 6   | 86ème Rallye Automobile Monte-Carlo                  | Mixto      | Sébastien Ogier | Julien Ingrassia | M-Sport Ford World Rally Team |
| 2018 | 7   | 15.º Rally Guanajuato México                         | Tierra     | Sébastien Ogier | Julien Ingrassia | M-Sport Ford World Rally Team |
| 2018 | 8   | 61.er CORSICA Linea Tour de Corse – Rallye de France | Asfalto    | Sébastien Ogier | Julien Ingrassia | M-Sport Ford World Rally Team |
| 2018 | 9   | 74. Dayinsure Wales Rally GB                         | Tierra     | Sébastien Ogier | Julien Ingrassia | M-Sport Ford World Rally Team |

### Reultados completos en el Campeonato Mundial de Rallys
| Año  | Equipo           | Piloto             | Rondas  | Rondas  | Rondas  | Rondas  | Rondas  | Rondas  | Rondas  | Rondas  | Rondas  | Rondas | Rondas  | Rondas  | Rondas  | Rondas | Puntos | Pos CMC |
| Año  | Equipo           | Piloto             | 1       | 2       | 3       | 4       | 5       | 6       | 7       | 8       | 9       | 10     | 11      | 12      | 13      | 14     | Puntos | Pos CMC |
| ---- | ---------------- | ------------------ | ------- | ------- | ------- | ------- | ------- | ------- | ------- | ------- | ------- | ------ | ------- | ------- | ------- | ------ | ------ | ------- |
| 2017 | M-Sport WRT      | Sébastien Ogier    | MON 1   | SWE 3   | MEX 2   | FRA 2   | ARG 4   | POR 1   | ITA 5   | POL 3   | FIN Ret | GER 3  | ESP 2   | GBR 3   | AUS 4   |        | 428    | 1º      |
| 2017 | M-Sport WRT      | Ott Tänak          | MON 3   | SWE 2   | MEX 4   | FRA 11  | ARG 3   | POR 4   | ITA 1   | POL Ret | FIN 7   | GER 1  | ESP 3   | GBR 6   | AUS 2   |        | 428    | 1º      |
| 2017 | M-Sport WRT      | Elfyn Evans        | MON 6   | SWE 6   | MEX 9   | FRA 21  | ARG 2   | POR 6   | ITA Ret | POL 8   | FIN 2   | GER 6  | ESP 7   | GBR 1   | AUS 5   |        | 428    | 1º      |
| 2017 | M-Sport WRT      | Mads Østberg       | MON     | SWE 15  | MEX     | FRA     | ARG 9   | POR 8   | ITA 7   | POL 7   | FIN 10  | GER    | ESP 5   | GBR 38  | AUS     |        | 428    | 1º      |
| 2017 | M-Sport WRT      | Teemu Suninen      | MON     | SWE     | MEX     | FRA     | ARG     | POR     | ITA     | POL 6   | FIN 4   | GER    | ESP     | GBR     | AUS     |        | 428    | 1º      |
| 2017 | M-Sport WRT      | Armin Kremer       | MON     | SWE     | MEX     | FRA     | ARG     | POR     | ITA     | POL     | FIN     | GER 9  | ESP     | GBR     | AUS     |        | 428    | 1º      |
| 2017 | M-Sport WRT      | Lorenzo Bertelli   | MON     | SWE     | MEX 16  | FRA     | ARG Ret | POR     | ITA     | POL     | FIN     | GER    | ESP     | GBR     | AUS     |        | 428    | 1º      |
| 2018 | M-Sport Ford WRT | Sébastien Ogier    | MON 1   | SWE 10  | MEX 1   | FRA 1   | ARG 4   | POR Ret | ITA 2   | FIN 5   | GER 4   | TUR 10 | GBR 1   | ESP 2   | AUS 5   |        | 324    | 3º      |
| 2018 | M-Sport Ford WRT | Elfyn Evans        | MON 6   | SWE 14  | MEX Ret | FRA 5   | ARG 6   | POR 2   | ITA 14  | FIN 7   | GER 25  | TUR 12 | GBR 20  | ESP 3   | AUS 6   |        | 324    | 3º      |
| 2018 | M-Sport Ford WRT | Teemu Suninen      | MON     | SWE 8   | MEX 12  | FRA     | ARG 9   | POR 3   | ITA 10  | FIN 6   | GER 5   | TUR 4  | GBR Ret | ESP 11  | AUS Ret |        | 324    | 3º      |
| 2018 | M-Sport Ford WRT | Bryan Bouffier     | MON 8   | SWE     | MEX     | FRA Ret | ARG     | POR     | ITA     | FIN     | GER     | TUR    | GBR     | ESP     | AUS     |        | 324    | 3º      |
| 2018 | M-Sport Ford WRT | Jourdan Serderidis | MON     | SWE     | MEX     | FRA     | ARG     | POR     | ITA     | FIN     | GER 18  | TUR    | GBR     | ESP     | AUS 10  |        | 324    | 3º      |
| 2018 | Henning Solberg  | Henning Solberg    | MON     | SWE 19  | MEX     | FRA     | ARG     | POR     | ITA     | FIN     | GER     | TUR    | GBR     | ESP     | AUS     |        | –      | –       |
| 2018 | Hoonigan Racing  | Ken Block          | MON     | SWE     | MEX     | FRA     | ARG     | POR     | ITA     | FIN     | GER     | TUR    | GBR     | ESP Ret | AUS     |        | –      | –       |
| 2019 | M-Sport Ford WRT | Elfyn Evans        | MON Ret | SWE 5   | MEX 3   | FRA 3   | ARG Ret | CHL 4   | POR 5   | ITA 4   | FIN WD  | GER    | TUR WD  | GBR 5   | ESP 6   | AUS C  | 218    | 4º      |
| 2019 | M-Sport Ford WRT | Teemu Suninen      | MON 11  | SWE 23  | MEX Ret | FRA 5   | ARG 7   | CHL 5   | POR 4   | ITA 2   | FIN 8   | GER 29 | TUR 4   | GBR Ret | ESP 7   | AUS C  | 218    | 4º      |
| 2019 | M-Sport Ford WRT | Pontus Tidemand    | MON 20  | SWE 8   | MEX     | FRA     | ARG     | CHL     | POR     | ITA     | FIN     | GER    | TUR 9   | GBR 7   | ESP     | AUS C  | 218    | 4º      |
| 2019 | M-Sport Ford WRT | Gus Greensmith     | MON     | SWE     | MEX     | FRA     | ARG     | CHL     | POR Ret | ITA     | FIN Ret | GER 9  | TUR     | GBR     | ESP     | AUS C  | 218    | 4º      |
| 2019 | M-Sport Ford WRT | Hayden Paddon      | MON     | SWE     | MEX     | FRA     | ARG     | CHL     | POR     | ITA     | FIN WD  | GER    | TUR     | GBR     | ESP     | AUS C  | 218    | 4º      |
| 2019 | M-Sport Ford WRT | Lorenzo Bertelli   | MON     | SWE 20  | MEX     | FRA     | ARG     | CHL 13  | POR     | ITA     | FIN     | GER    | TUR     | GBR     | ESP     | AUS C  | 218    | 4º      |
| 2019 | Janne Tuohino    | Janne Tuohino      | MON     | SWE 10  | MEX     | FRA     | ARG     | CHL     | POR     | ITA     | FIN     | GER    | TUR     | GBR     | ESP     | AUS C  | –      | –       |
| 2019 | JanPro           | Jouni Virtanen     | MON     | SWE     | MEX     | FRA     | ARG     | CHL     | POR     | ITA     | FIN 19  | GER    | TUR     | GBR     | ESP     | AUS C  | –      | –       |
| 2020 | M-Sport Ford WRT | Teemu Suninen      | MON 8   | SWE 8   | MEX 3   | EST 6   | TUR Ret | ITA 5   | MNZ Ret |         |         |        |         |         |         |        | 129    | 3º      |
| 2020 | M-Sport Ford WRT | Esapekka Lappi     | MON 4   | SWE 5   | MEX Ret | EST 7   | TUR 6   | ITA Ret | MNZ 4   |         |         |        |         |         |         |        | 129    | 3º      |
| 2020 | M-Sport Ford WRT | Gus Greensmith     | MON 63  | SWE     | MEX 9   | EST 8   | TUR 5   | ITA 25  | MNZ Ret |         |         |        |         |         |         |        | 129    | 3º      |
| 2020 | M-Sport Ford WRT | Deividas Jocius    | MON 17  | SWE WD  | MEX     | EST     | TUR     | ITA     | MNZ     |         |         |        |         |         |         |        | –      | –       |
| 2020 | OT Racing        | Georg Gross        | MON     | SWE     | MEX     | EST Ret | TUR     | ITA     | MNZ     |         |         |        |         |         |         |        | –      | –       |
| 2020 | JanPro           | Kimmo Kurkela      | MON     | SWE     | MEX     | EST 25  | TUR     | ITA     | MNZ     |         |         |        |         |         |         |        | –      | –       |
| 2021 | M-Sport Ford WRT | Gus Greensmith     | MON 8   | ART 9   | CRO 7   | POR 5   | ITA 26  | SAF 4   | EST 32  | BEL 47  | GRE 5   | FIN 6  | ESP 6   | MNZ     |         |        | 185    | 3º      |
| 2021 | M-Sport Ford WRT | Teemu Suninen      | MON Ret | ART 8   | CRO     | POR     | ITA 31  | SAF     | EST 6   | BEL     | GRE     | FIN    | ESP     | MNZ     |         |        | 185    | 3º      |
| 2021 | M-Sport Ford WRT | Adrien Fourmaux    | MON     | ART     | CRO 5   | POR 6   | ITA     | SAF 5   | EST     | BEL Ret | GRE 7   | FIN 7  | ESP 16  | MNZ     |         |        | 185    | 3º      |
| 2021 | M-Sport Ford WRT | Lorenzo Bertelli   | MON     | ART 51  | CRO     | POR     | ITA     | SAF 11  | EST     | BEL     | GRE     | FIN    | ESP     | MNZ     |         |        | –      | –       |
| 2021 | M-Sport Ford WRT | Jourdan Serderidis | MON     | ART     | CRO     | POR     | ITA     | SAF     | EST     | BEL     | GRE 22  | FIN    | ESP     | MNZ     |         |        | –      | –       |
| 2021 | JanPro           | Janne Tuohino      | MON     | ART Ret | CRO     | POR     | ITA     | SAF     | EST     | BEL     | GRE     | FIN    | ESP     | MNZ     |         |        | –      | –       |
| 2021 | Armando Pereira  | Armando Pereira    | MON     | ART     | CRO Ret | POR     | ITA     | SAF     | EST     | BEL     | GRE     | FIN    | ESP 39  | MNZ     |         |        | –      | –       |

- * Temporada en curso.